# Ars, Charente
Ars är en kommun i departementet Charente i regionen Nouvelle-Aquitaine i västra Frankrike. Kommunen ligger  i kantonen Cognac-Sud som ligger i arrondissementet Cognac. År 2022 hade Ars 689 invånare.

## Befolkningsutveckling
Antalet invånare i kommunen Ars
Referens:INSEE